# 鹿部飛行場

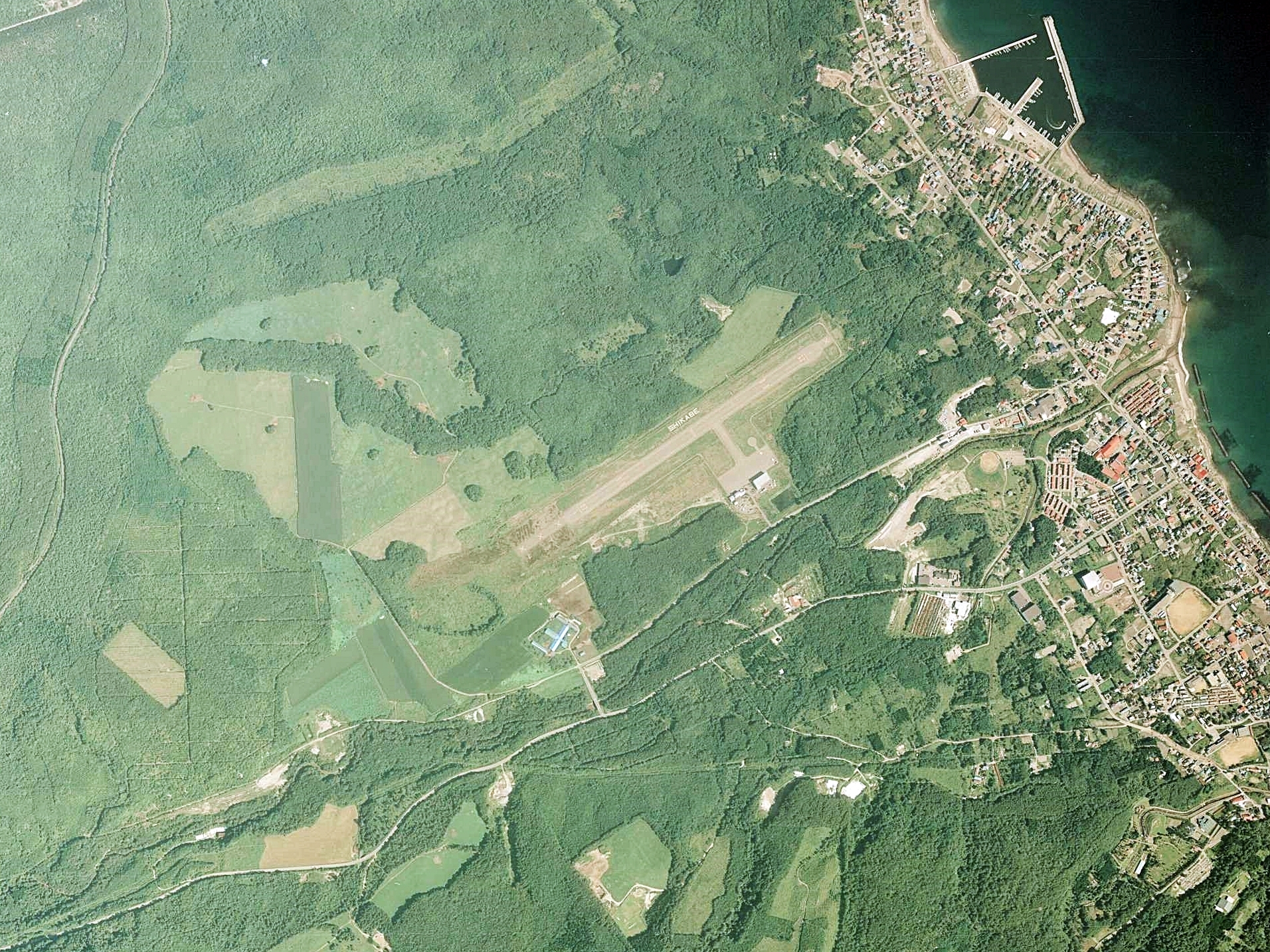
鹿部飛行場の空中写真（1999年）

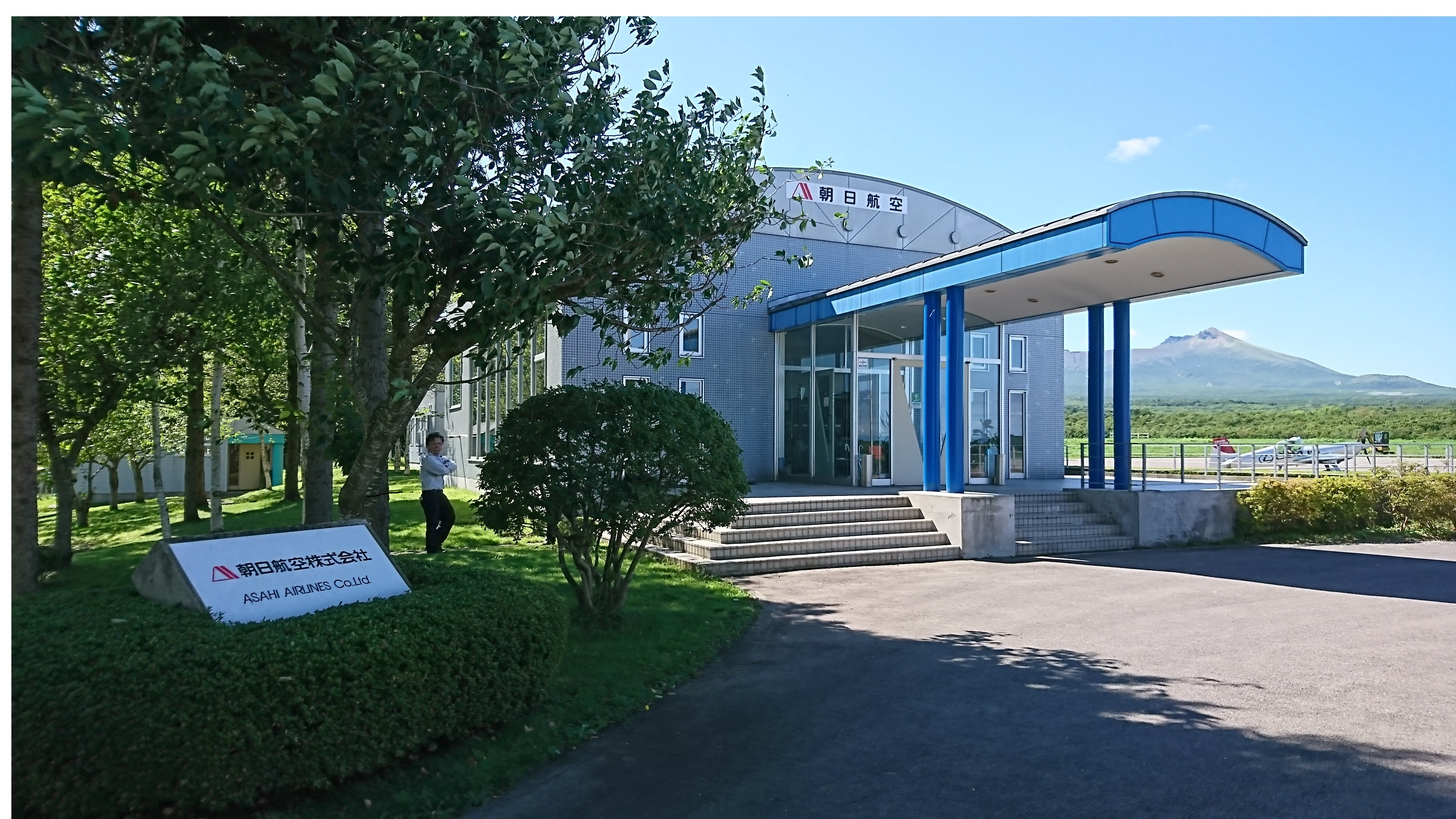
朝日航空鹿部事務所

鹿部飛行場（しかべひこうじょう）は、北海道茅部郡鹿部町にある非公共用飛行場である。

## 概要
トヨタ自動車株式会社が所有する民営飛行場で、1992年9月に開業した。運営会社は2011年9月までトヨタ自動車と日本航空が出資するエアフライトジャパンが行っていたが、同社が大阪府八尾市八尾空港を拠点とする朝日航空に事業統合されたことにより、鹿部飛行場の管理運営も同社に引継がれている。運航・休憩・給油・整備施設が完備されており、非公共用飛行場としては日本最大規模である。
渡島半島南東部に位置し、東側は内浦湾（噴火湾）に近い。

## 利用実績
定期航空路はないが、軽航空機、ヘリコプター（ドクターヘリを含む）、グライダーの滑走路として広く利用されている。航空利用以外にも、ラジコン大会、車両展示会、体験試乗会、北海道警察の白バイ訓練や交通安全教室にも利用されている。

### 展示飛行

#### レッドバロンエアショー
1995年7月29日および30日にプレーンズ・オブ・フェイム航空博物館の所有する零式艦上戦闘機52型およびP-51Dが飛来、展示飛行を実施した。

### 飛行試験

#### 放射線モニタリング無人機システム（UARMS）
2012年から宇宙航空研究開発機構（JAXA）と日本原子力研究開発機構（JAEA）が共同で開発しているUAVである放射線モニタリング無人機システムの飛行試験が2013年3月7日に実施された。

## 航空事故
1999年3月4日14時10分頃、エアフライトジャパン所属のパイパー PA-28（機体記号JA4192、1990年製造）が試験飛行中にエンジン不調となり、内浦湾入口付近の海面に不時着した。付近を飛行中の僚機および海上保安庁室蘭海上保安部などによって捜索活動が行われたが、機長および同乗者2名は、3月5日に2名、3月8日に1名が遺体で発見された。それぞれライフジャケットを装着した状態で漂流しており、死因は低体温症による溺死であった。機体は4月17日に海底に沈んでいるのが発見され、21日に揚収された。
事故原因は、データ収集のために燃料系統に追加された計測機器用の配管の破断によってエンジンに燃料が供給されなくなったためであった。この配管は適切な技術的検討がなされないまま追加されており、振動などによって疲労破壊した。また、航空法に定められた改造の際に必要な許可の手続きが取られていなかった。